# Café de la Place
Le café de la Place, est une maison vigneronne cossue située dans la commune vaudoise de Corsier-sur-Vevey, en Suisse.

## Histoire
Cette demeure est datée 1592 sur la porte de la cave et sur un écu ornant l'un des bras des avant-toits. Les lettres IB, sur l'autre bras, sont peut-être les initiales d'un des premiers châtelains de Berne à Corsier, Jean Bourgeois, qui serait dans ce cas le constructeur de la maison. Le décor sculpté au bas de fenêtres, d'inspiration Renaissance, témoigne d'un soin particulier, montrant des motifs végétaux et des têtes de personnages. L'édifice abrite une « pinte », soit débit de vin, depuis 1783 en tout cas.
Il est inscrit comme bien culturel suisse d'importance nationale.
Anciennement, l'établissement, également appelé Chez Francine, intéressant exemple d'« architecture bernoise en Pays de Vaud » était un restaurant de 40 places offrant une terrasse couverte de marronniers. La cuisine proposée était traditionnelle de la région (papet vaudois ou désossée du lac). Le restaurant a reçu, en 2002, le Prix d'excellence des consommateurs et consommatrices.
Aujourd'hui, le restaurant a été repris par une jeune cuisinière talentueuse  qui a su garder la partie classique de la carte tout en proposant, pour les plus téméraires, des mets originaux créés par elle même et son équipe permettant aux plus curieux de découvrir de nouvelles saveurs originales. 